# Кирюхин, Андрей Анатольевич
Андрей Анатольевич Кирюхин, (4 августа 1987, Ярославль — 7 сентября 2011, Туношна, Ярославская область) — российский хоккеист, нападающий. Воспитанник ярославского хоккея. Чемпион Ярославской области по футболу. Серебряный призёр молодёжного чемпионата мира 2007 года. Погиб 7 сентября 2011 года в авиакатастрофе самолёта Як-42.

## Карьера
Сын футбольного тренера СДЮШОР «Ярославец» Анатолия Кирюхина, в прошлом игрока местного «Шинника». Под руководством отца стал чемпионом Ярославской области по футболу, однако решил всё-таки заниматься хоккеем.
Начал профессиональную карьеру в 2005 году в составе родного ярославского «Локомотива», успешно выступая до этого за его фарм-клуб. Летом 2007 года находился на просмотре в челябинском «Тракторе». Тем не менее, сезон 2007/08 провёл в Высшей лиге в составе «Белгорода», где в 63 матчах набрал 39 (17+22) очков. В следующем году выступал в ступинском «Капитане». Тот сезон стал для Кирюхина весьма успешным — в 64 играх на его счету было 54 (24+30) очка. Этот результат заставил руководство ярославского клуба вернуть своего воспитанника обратно в команду.

### Международная
В составе сборной России принимал участие в молодёжном чемпионате мира 2007 года, который проходил в Швеции. На том турнире вместе с командой стал серебряным призёром, уступив в финале сборной Канады со счётом 2:4. В 6 проведённых матчах в активе Кирюхина было 2 (0+2) очка.

## Гибель
Погиб на 25-м году жизни 7 сентября 2011 года в авиакатастрофе самолета Як-42, произошедшей под Ярославлем. Похоронен на Леонтьевском кладбище Ярославля.

## Достижения
- Серебряный призёр молодёжного чемпионата мира 2007

## Статистика
| Легенда | Легенда                    | Легенда | Легенда                   | Легенда | Легенда    |
| ------- | -------------------------- | ------- | ------------------------- | ------- | ---------- |
| И       | Количество проведённых игр | Штр     | Штрафное время            | +/−     | Плюс-минус |
| Г       | Голы                       | П       | Голевые передачи          | О       | Очки       |
| -       | Статистика неизвестна      | —       | Статистика не учитывалась |         |            |